# Sheldon McClellan
Sheldon McClellan (Houston, 21 de dezembro de 1992) é um jogador norte-americano de basquete profissional que atualmente joga pelo Washington Wizards, disputando a National Basketball Association (NBA).